# Den magiske juleæske
Den magiske juleæske er en dansk film fra 2016, filmen er instrueret af Jacob Ley.

## Medvirkende
- Albert Rudbeck Lindhardt som Gregers (stemme)
- Bodil Jørgensen som Inger (stemme)
- Rasmus Bjerg som Krampus (stemme)
- Claus Bue som Julemanden (stemme)
- Lars Hjortshøj som Herman (stemme)
- Maria Lucia Rosenberg som Såfina (stemme)
- Uffe Ellemann-Jensen som Poul (stemme)
- Malte Houe som Piv (stemme)
- Herman Knop som Julius (stemme)
- Flora Ofelia Hofman Lindah som Sofie (stemme)

## Eksterne Henvisninger
- Den magiske juleæske på Internet Movie Database (engelsk)
- Den magiske juleæske på Filmdatabasen
- Den magiske juleæske på danskefilm.dk
- Den magiske juleæske på danskfilmogtv.dk
- Den magiske juleæske på Scope
- Den magiske juleæske på AlloCiné (fransk)
- Den magiske juleæske på The Movie Database (engelsk)
- Den magiske juleæske på Filmaffinity (engelsk)